# Gran Premio motociclistico di San Marino e della Riviera di Rimini 2008
Il Gran Premio motociclistico di San Marino e della Riviera di Rimini 2008 corso il 31 agosto, è stato il tredicesimo Gran Premio della stagione 2008 e ha visto vincere: la Yamaha di Valentino Rossi in MotoGP, Álvaro Bautista nella classe 250 e Gábor Talmácsi nella classe 125.

## MotoGP

### Qualifiche
| Pos | Nº | Pilota           | Moto     | Tempo    | Distacco |
| --- | -- | ---------------- | -------- | -------- | -------- |
| 1   | 1  | Casey Stoner     | Ducati   | 1'33.378 |          |
| 2   | 46 | Valentino Rossi  | Yamaha   | 1'33.888 | 0.510    |
| 3   | 48 | Jorge Lorenzo    | Yamaha   | 1'33.964 | 0.586    |
| 4   | 14 | Randy de Puniet  | Honda    | 1'34.236 | 0.858    |
| 5   | 24 | Toni Elías       | Ducati   | 1'34.322 | 0.944    |
| 6   | 2  | Dani Pedrosa     | Honda    | 1'34.398 | 1.020    |
| 7   | 7  | Chris Vermeulen  | Suzuki   | 1'34.461 | 1.083    |
| 8   | 56 | Shin'ya Nakano   | Honda    | 1'34.494 | 1.116    |
| 9   | 52 | James Toseland   | Yamaha   | 1'34.652 | 1.274    |
| 10  | 5  | Colin Edwards    | Yamaha   | 1'34.795 | 1.417    |
| 11  | 65 | Loris Capirossi  | Suzuki   | 1'34.926 | 1.548    |
| 12  | 50 | Sylvain Guintoli | Ducati   | 1'34.961 | 1.583    |
| 13  | 15 | Alex De Angelis  | Honda    | 1'35.153 | 1.775    |
| 14  | 4  | Andrea Dovizioso | Honda    | 1'35.381 | 2.003    |
| 15  | 33 | Marco Melandri   | Ducati   | 1'35.418 | 2.040    |
| 16  | 69 | Nicky Hayden     | Honda    | 1'35.584 | 2.206    |
| 17  | 21 | John Hopkins     | Kawasaki | 1'35.980 | 2.602    |
| 18  | 13 | Anthony West     | Kawasaki | 1'37.047 | 3.669    |

### Gara

#### Arrivati al traguardo
| Pos | Nº | Pilota           | Squadra                 | Motocicletta | Giri | Tempo     | Griglia | Punti |
| --- | -- | ---------------- | ----------------------- | ------------ | ---- | --------- | ------- | ----- |
| 1   | 46 | Valentino Rossi  | Fiat Yamaha             | Yamaha       | 28   | 44:41.884 | 2       | 25    |
| 2   | 48 | Jorge Lorenzo    | Fiat Yamaha             | Yamaha       | 28   | +3.163    | 3       | 20    |
| 3   | 24 | Toni Elías       | Alice Team              | Ducati       | 28   | +11.705   | 5       | 16    |
| 4   | 2  | Daniel Pedrosa   | Repsol Honda            | Honda        | 28   | +17.470   | 6       | 13    |
| 5   | 7  | Chris Vermeulen  | Rizla Suzuki            | Suzuki       | 28   | +23.409   | 7       | 11    |
| 6   | 52 | James Toseland   | Tech 3 Yamaha           | Yamaha       | 28   | +26.208   | 9       | 10    |
| 7   | 65 | Loris Capirossi  | Rizla Suzuki            | Suzuki       | 28   | +26.824   | 11      | 9     |
| 8   | 4  | Andrea Dovizioso | JiR Team Scot           | Honda        | 28   | +27.591   | 14      | 8     |
| 9   | 33 | Marco Melandri   | Ducati Marlboro         | Ducati       | 28   | +33.169   | 15      | 7     |
| 10  | 5  | Colin Edwards    | Tech 3 Yamaha           | Yamaha       | 28   | +36.529   | 10      | 6     |
| 11  | 50 | Sylvain Guintoli | Alice Team              | Ducati       | 28   | +42.081   | 12      | 5     |
| 12  | 56 | Shin'ya Nakano   | San Carlo Honda Gresini | Honda        | 28   | +43.808   | 8       | 4     |
| 13  | 13 | Anthony West     | Kawasaki Racing         | Kawasaki     | 28   | +54.874   | 18      | 3     |
| 14  | 21 | John Hopkins     | Kawasaki Racing         | Kawasaki     | 28   | +55.154   | 17      | 2     |

#### Ritirati
| Nº | Pilota          | Squadra                 | Motocicletta | Giri | Griglia |
| -- | --------------- | ----------------------- | ------------ | ---- | ------- |
| 1  | Casey Stoner    | Ducati Marlboro         | Ducati       | 7    | 1       |
| 15 | Alex De Angelis | San Carlo Honda Gresini | Honda        | 1    | 13      |
| 14 | Randy de Puniet | LCR Honda               | Honda        | 0    | 4       |

#### Non partito
| Nº | Pilota       | Squadra      | Motocicletta | Griglia |
| -- | ------------ | ------------ | ------------ | ------- |
| 69 | Nicky Hayden | Repsol Honda | Honda        | 16      |

## Classe 250

### Arrivati al traguardo
| Pos | Nº | Pilota              | Squadra                    | Motocicletta | Giri | Tempo     | Griglia | Punti |
| --- | -- | ------------------- | -------------------------- | ------------ | ---- | --------- | ------- | ----- |
| 1   | 19 | Álvaro Bautista     | Mapfre Aspar               | Aprilia      | 26   | 43:15.831 | 11      | 25    |
| 2   | 72 | Yūki Takahashi      | JiR Team Scot              | Honda        | 26   | +2.088    | 4       | 20    |
| 3   | 21 | Héctor Barberá      | Toth Aprilia               | Aprilia      | 26   | +3.752    | 1       | 16    |
| 4   | 15 | Roberto Locatelli   | Metis Gilera               | Gilera       | 26   | +7.472    | 14      | 13    |
| 5   | 60 | Julián Simón        | Repsol KTM                 | KTM          | 26   | +10.862   | 7       | 11    |
| 6   | 58 | Marco Simoncelli    | Metis Gilera               | Gilera       | 26   | +21.180   | 2       | 10    |
| 7   | 12 | Thomas Lüthi        | Emmi - Caffe Latte         | Aprilia      | 26   | +29.440   | 6       | 9     |
| 8   | 14 | Ratthapark Wilairot | Thai Honda PTT SAG         | Honda        | 26   | +33.882   | 15      | 8     |
| 9   | 52 | Lukáš Pešek         | Auto Kelly - CP            | Aprilia      | 26   | +35.051   | 13      | 7     |
| 10  | 17 | Karel Abraham       | Cardion AB Motoracing      | Aprilia      | 26   | +45.405   | 18      | 6     |
| 11  | 32 | Fabrizio Lai        | Campetella Racing          | Gilera       | 26   | +47.260   | 16      | 5     |
| 12  | 90 | Federico Sandi      | Matteoni Racing            | Aprilia      | 26   | +1:10.664 | 20      | 4     |
| 13  | 43 | Manuel Hernández    | Blusens Aprilia            | Aprilia      | 26   | +1:10.882 | 21      | 3     |
| 14  | 94 | Toni Wirsing        | Racing Team Germany        | Honda        | 26   | +1:33.332 | 22      | 2     |
| 15  | 35 | Simone Grotzkyj     | Campetella Racing          | Gilera       | 25   | +1 giro   | 23      | 1     |
| 16  | 45 | Doni Tata Pradita   | Yamaha Pertamina Indonesia | Yamaha       | 25   | +1 giro   | 24      |       |

### Ritirati
| Nº | Pilota          | Squadra         | Motocicletta | Giri | Griglia |
| -- | --------------- | --------------- | ------------ | ---- | ------- |
| 41 | Aleix Espargaró | Lotus Aprilia   | Aprilia      | 19   | 3       |
| 50 | Eugene Laverty  | Blusens Aprilia | Aprilia      | 14   | 17      |
| 10 | Imre Tóth       | Toth Aprilia    | Aprilia      | 12   | 25      |
| 75 | Mattia Pasini   | Polaris World   | Aprilia      | 11   | 9       |
| 4  | Hiroshi Aoyama  | Red Bull KTM    | KTM          | 3    | 5       |
| 36 | Mika Kallio     | Red Bull KTM    | KTM          | 3    | 10      |
| 55 | Héctor Faubel   | Mapfre Aspar    | Aprilia      | 2    | 8       |
| 6  | Alex Debón      | Lotus Aprilia   | Aprilia      | 2    | 12      |
| 25 | Alex Baldolini  | Matteoni Racing | Aprilia      | 1    | 19      |

### Non qualificato
| Nº | Pilota      | Squadra                        | Motocicletta |
| -- | ----------- | ------------------------------ | ------------ |
| 93 | Alen Győrfi | Motorcycle Competition Service | Honda        |

## Classe 125

### Arrivati al traguardo
| Pos | Nº | Pilota             | Squadra                   | Motocicletta | Giri | Tempo     | Griglia | Punti |
| --- | -- | ------------------ | ------------------------- | ------------ | ---- | --------- | ------- | ----- |
| 1   | 1  | Gábor Talmácsi     | Bancaja Aspar             | Aprilia      | 23   | 40:03.679 | 1       | 25    |
| 2   | 38 | Bradley Smith      | Polaris World             | Aprilia      | 23   | +5.402    | 2       | 20    |
| 3   | 24 | Simone Corsi       | Jack & Jones WRB          | Aprilia      | 23   | +14.388   | 5       | 16    |
| 4   | 93 | Marc Márquez       | Repsol KTM                | KTM          | 23   | +17.058   | 8       | 13    |
| 5   | 18 | Nicolás Terol      | Jack & Jones WRB          | Aprilia      | 23   | +17.321   | 9       | 11    |
| 6   | 29 | Andrea Iannone     | I.C. Team                 | Aprilia      | 23   | +17.482   | 13      | 10    |
| 7   | 11 | Sandro Cortese     | Emmi - Caffe Latte        | Aprilia      | 23   | +17.485   | 7       | 9     |
| 8   | 77 | Dominique Aegerter | Ajo Motorsport            | Derbi        | 23   | +18.657   | 14      | 8     |
| 9   | 12 | Esteve Rabat       | Repsol KTM                | KTM          | 23   | +19.148   | 19      | 7     |
| 10  | 33 | Sergio Gadea       | Bancaja Aspar             | Aprilia      | 23   | +34.650   | 12      | 6     |
| 11  | 7  | Efrén Vázquez      | Blusens Aprilia Junior    | Aprilia      | 23   | +34.855   | 18      | 5     |
| 12  | 6  | Joan Olivé         | Belson Derbi              | Derbi        | 23   | +39.394   | 10      | 4     |
| 13  | 60 | Michael Ranseder   | I.C. Team                 | Aprilia      | 23   | +47.304   | 21      | 3     |
| 14  | 99 | Danny Webb         | Degraaf Grand Prix        | Aprilia      | 23   | +53.241   | 20      | 2     |
| 15  | 94 | Jonas Folger       | Red Bull MotoGP Academy   | KTM          | 23   | +53.349   | 28      | 1     |
| 16  | 16 | Jules Cluzel       | Loncin Racing             | Loncin       | 23   | +1:01.903 | 24      |       |
| 17  | 72 | Marco Ravaioli     | Matteoni Racing           | Aprilia      | 23   | +1:04.165 | 32      |       |
| 18  | 71 | Tomoyoshi Koyama   | ISPA KTM Aran             | KTM          | 23   | +1:06.235 | 22      |       |
| 19  | 73 | Takaaki Nakagami   | I.C. Team                 | Aprilia      | 23   | +1:06.260 | 25      |       |
| 20  | 21 | Robin Lässer       | Grizzly Gas Kiefer Racing | Aprilia      | 23   | +1:07.200 | 27      |       |
| 21  | 43 | Gabriele Ferro     | Metasystem RS             | Honda        | 23   | +1:21.814 | 31      |       |
| 22  | 48 | Bastien Chesaux    | WTR San Marino            | Aprilia      | 23   | +1:22.521 | 38      |       |
| 23  | 69 | Louis Rossi        | FFM Honda GP 125          | Honda        | 23   | +1:35.247 | 33      |       |
| 24  | 56 | Hugo van den Berg  | Degraaf Grand Prix        | Aprilia      | 23   | +1:39.723 | 39      |       |
| 25  | 42 | Luca Vitali        | Grizzly Gas Kiefer Racing | Aprilia      | 22   | +1 giro   | 36      |       |
| 26  | 34 | Randy Krummenacher | Red Bull KTM              | KTM          | 21   | +2 giri   | 37      |       |

### Ritirati
| Nº | Pilota           | Squadra                   | Motocicletta | Giri | Griglia |
| -- | ---------------- | ------------------------- | ------------ | ---- | ------- |
| 63 | Mike Di Meglio   | Ajo Motorsport            | Derbi        | 14   | 6       |
| 17 | Stefan Bradl     | Grizzly Gas Kiefer Racing | Aprilia      | 14   | 11      |
| 8  | Lorenzo Zanetti  | ISPA KTM Aran             | KTM          | 14   | 26      |
| 44 | Pol Espargaró    | Belson Derbi              | Derbi        | 12   | 3       |
| 40 | Lorenzo Savadori | RCGM                      | Aprilia      | 12   | 23      |
| 35 | Raffaele De Rosa | Onde 2000 KTM             | KTM          | 10   | 15      |
| 5  | Alexis Masbou    | Loncin Racing             | Loncin       | 6    | 29      |
| 49 | Gennaro Sabatino | Junior GP Racing Dream    | Aprilia      | 6    | 30      |
| 22 | Pablo Nieto      | Onde 2000 KTM             | KTM          | 4    | 34      |
| 51 | Stevie Bonsey    | Degraaf Grand Prix        | Aprilia      | 3    | 17      |
| 45 | Scott Redding    | Blusens Aprilia Junior    | Aprilia      | 1    | 4       |
| 26 | Adrián Martín    | Bancaja Aspar             | Aprilia      | 0    | 35      |
| 47 | Riccardo Moretti | CRP Racing                | Honda        | 0    | 16      |